# Ерихино
Ерихино — упразднённая деревня в Харовском районе Вологодской области. Входила в состав Харовского сельского поселения, с точки зрения административно-территориального деления — в Харовский сельсовет. Упразднена в 2025 году.

## География
Расстояние до районного центра Харовска по автодороге — 6 км. Ближайшие населённые пункты — Сычево, Беленицыно, Клепестиха.

## Население
| 2010 |
| ---- |
| 0    |

По данным переписи в 2002 году постоянного населения не было.